# Бен Макалман
Бен Макалман (енгл. Ben McCalman; 18. март 1988) професионални је рагбиста и репрезентативац Аустралије, који тренутно игра за Вестерн Форс у најјачој лиги на свету. Студирао је на универзитету у Сиднеју. Играо је на светском првенству 2011. и на светском првенству 2015. У финалу светског првенства (2015) ушао је у 61. минуту у игру са клупе. Висок је 192 цм, тежак је 108 кг и игра на позицији број 8. За Вестерн Форс је дао 9 есеја у 80 утакмица.